# USB Prober
USB Prober è un programma per il sistema operativo macOS. Il programma è incluso negli Apple Developer Tools ed il suo scopo è l'analisi dei dispositivi collegati alle prese USB del computer e di tutto il traffico generato dai dispositivi.
Il programma è indirizzato ai programmatori difatti permette l'installazione di una estensione del kernel per far un'analisi a basso livello del traffico sul bus USB. Questo permette agli sviluppatori di verificare se i driver sviluppati per i dispositivi USB generano i pacchetti correttamente e quindi questo programma permette una agevole operazione di debug dei driver.
Il programma fornisce anche una serie di informazioni statistiche sui dispositivi collegati al bus e sui driver installati nel sistema.